# 千早正次郎
千早 正次郎（ちはや しょうじろう、1856年8月12日（安政3年7月12日） - 1938年（昭和13年）10月18日）は、明治から昭和時代戦前の政治家。大日本帝国海軍軍人。衆議院議員。

## 経歴
苗木藩留守居役・千早正理の次男として、美濃国恵那郡日比野村（岐阜県恵那郡苗木村、苗木町、中津川町を経て現中津川市）に生まれる。1878年（明治11年）海軍主計学校を卒業する。同年、兄の千早正路が割腹自殺する。
海軍省に出仕し、1886年（明治19年）供給課長を経て累進し海軍大主計（大尉相当官、後の主計大尉）に進んだ。このころ、同じ海軍主計学舎第一期卒業生の飯村知、加唐為重とともに軍を辞め、生命保険会社設立を企画するも断念（加唐はその後帝国生命保険を設立）。ほか、九州田川炭坑会社総支配人を務めた。
1908年（明治41年）5月の第10回衆議院議員総選挙では岐阜県岐阜市から出馬し当選。戊申倶楽部に参加。衆議院議員を1期務めた。